# 角砂糖

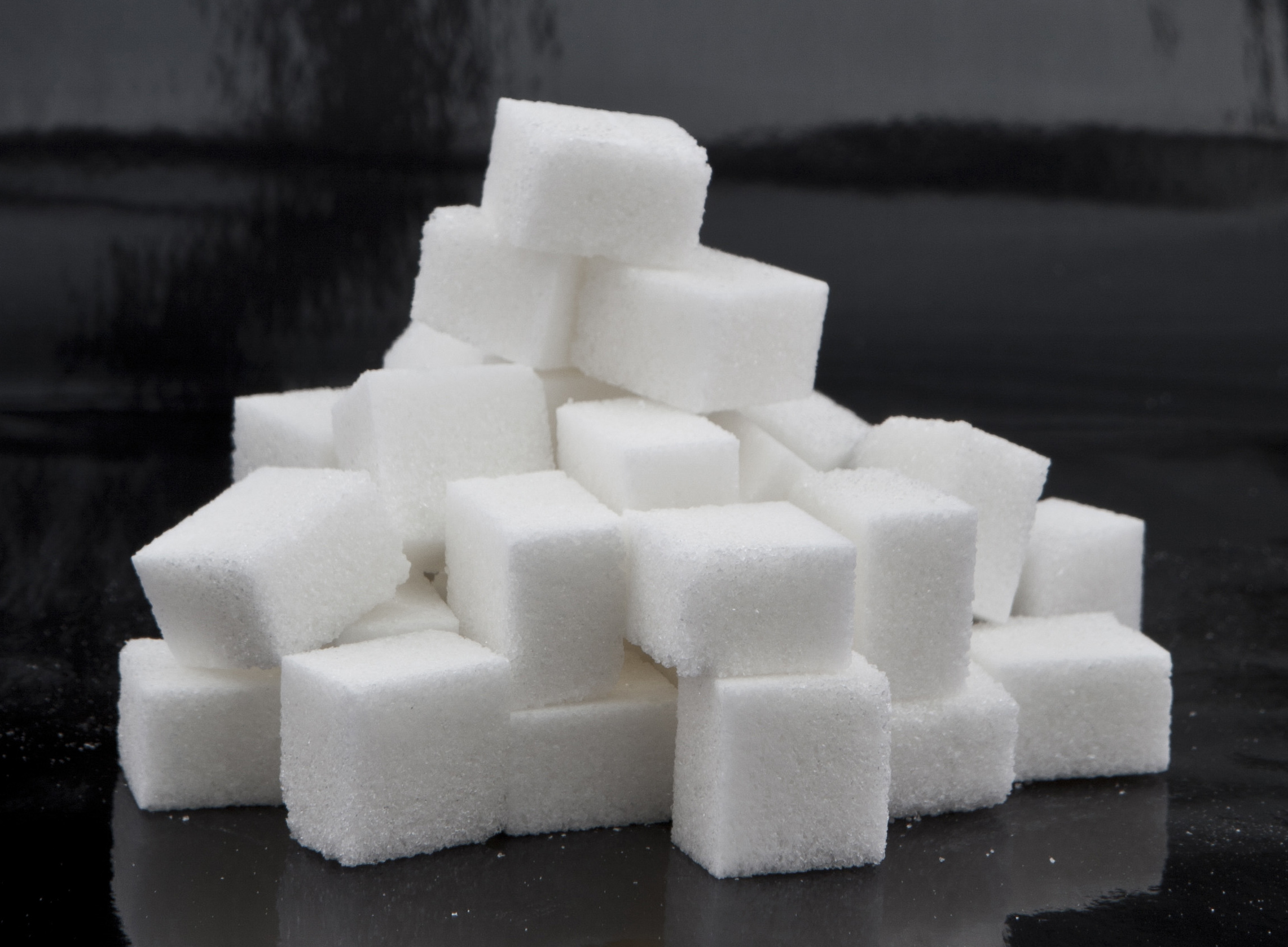
角砂糖

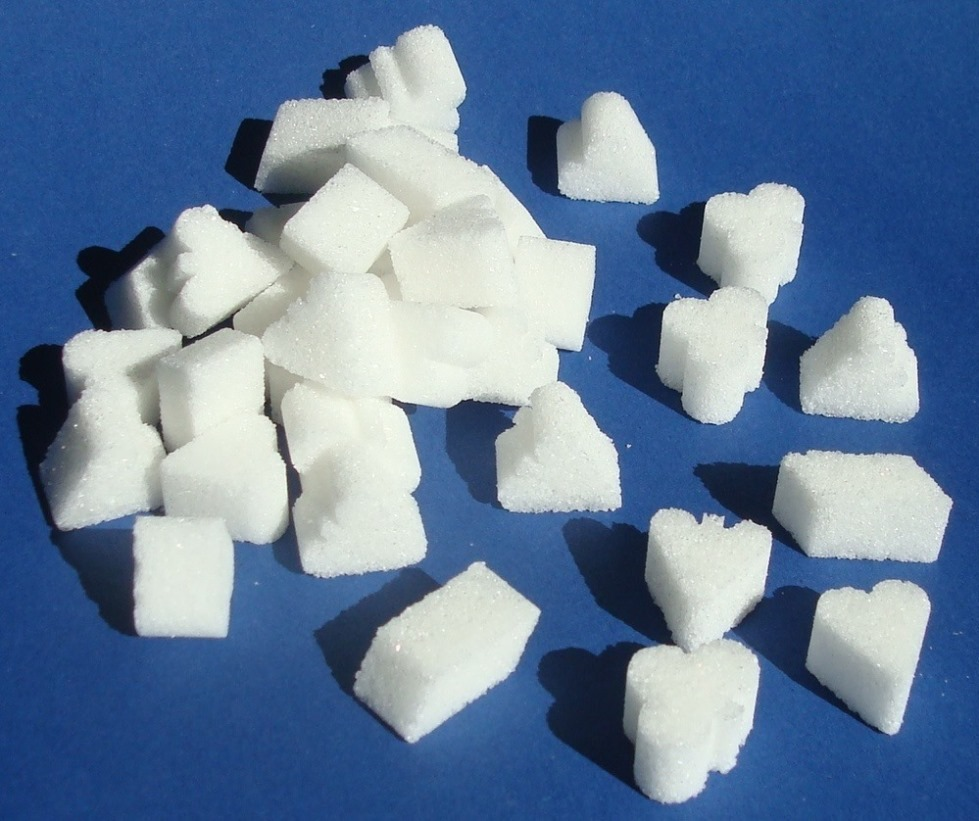
トランプのマーク型の角砂糖

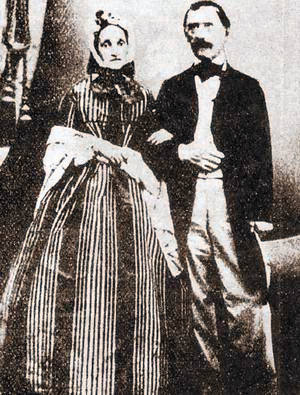
ヤコブ・クリストフ・ラッドと妻ユリアナ・ラッド

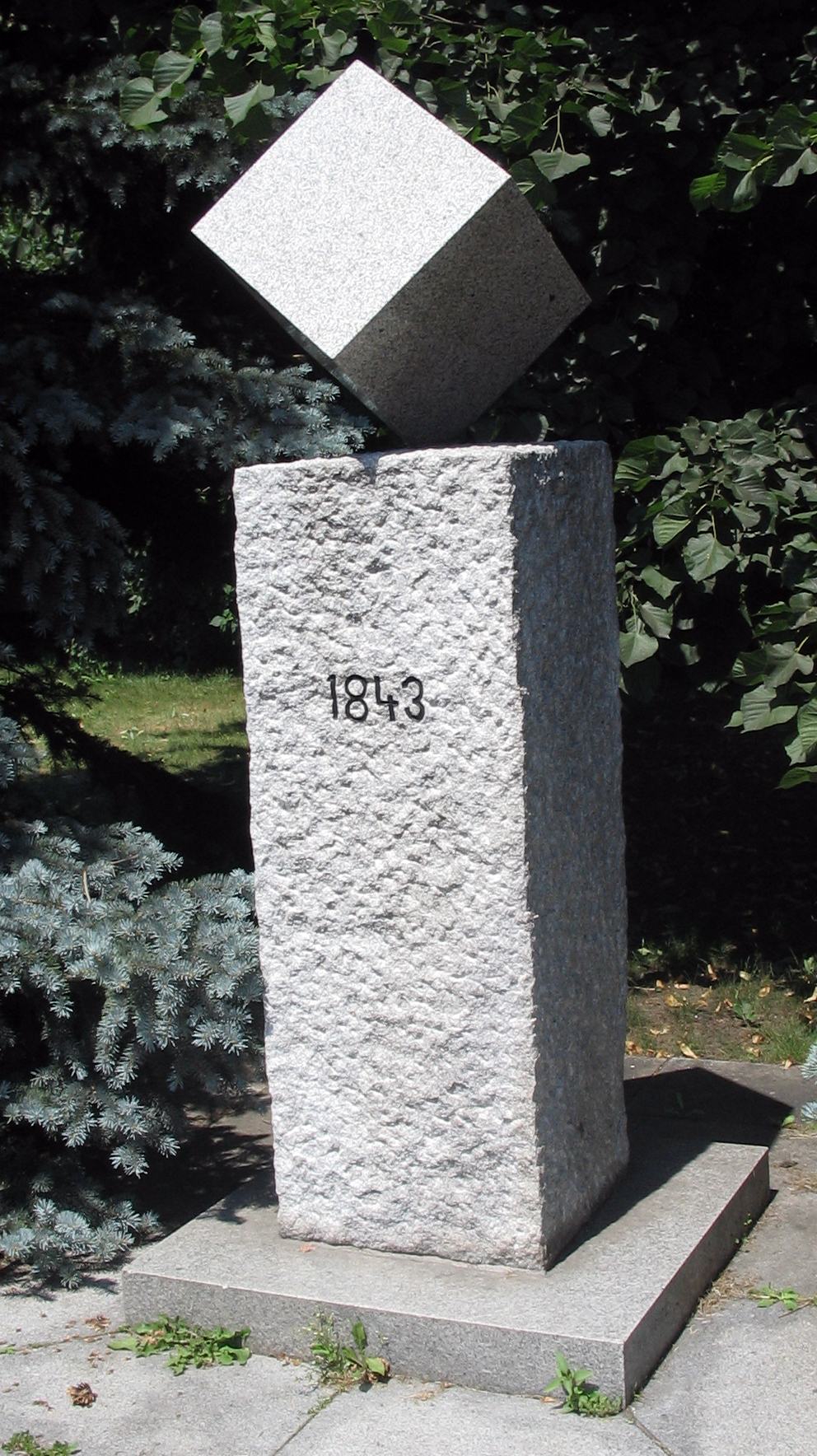
ダチツェにある角砂糖誕生の地の記念碑

角砂糖（かくざとう）は、砂糖製品の一種で立方体に固めたもの。1個約3 - 4グラム。グラニュー糖を立方体型、直方体型に成形した白色のものがもっともポピュラーだが、茶色、ハート型など様々な形に成型したものもある。

## 歴史
角砂糖を開発したのはオーストリア帝国モラヴィア地方のダチツェ（現チェコ領）で製糖所を経営していたヤコブ・クリストフ・ラッドである。当時の砂糖は、棒砂糖と言う硬い円錐形や塊状で大きい物は1.5メートルあり、必要に応じてハンマーなどで砕いて使用していた。砂糖を砕いていた妻ユリアナが手を負傷してしまい、より安全で使いやすい砂糖の製造を請われたヤコブはキューブ状の型に湿らせた砂糖を詰め、プレスして乾燥させることで角砂糖を作る方法を発明した。1843年1月23日には今日で言うところの特許権に相当する皇帝特権をヤコブは与えられた。
日本で最初の角砂糖は1908年に松江春次によって作られた。

## 角砂糖の1個当たりのカロリー
カロリーはグラニュー糖と同じ100グラムあたり約387キロカロリーであるので、1個約3 - 4グラムである角砂糖は、1個当たり約11 - 16キロカロリーである。

## 角砂糖の規格
日本国内で砂糖に規格が無いため、その成形品である角砂糖にも明確な規格が無い。
ただし、デファクトスタンダードとして、角砂糖とは原料たるグラニュー糖に純度の高い濃厚な砂糖液を少量加えて混合し、角砂糖成型機に入れて成型・乾燥させたものとされている。
重さはティースプーン1杯程度、3 - 4グラムである。

## 砂糖との比較
計量スプーン大さじ1杯はすりきりで約12グラムであるため、角砂糖4個程度が計量スプーン1杯程度である。
概ね、ティースプーン1杯 = 角砂糖1個 = 3グラムのスティックシュガー1個が料理の目安とされている。

## 製法
グラニュー糖に糖液を数%添加して湿り気を与え、成型機でプレスした後、温風で乾燥してつくられる。
細かい改善は行われているが、大まかな原理としてはヤコブ・クリストフ・ラッドが考案した手法と同じである。

## 利用
糖の精製度が高くにおいがほとんどしないため、コーヒーや紅茶のように香りを重視する飲料に使用されることが多い。グラムを計る手間が省けるので、料理にも手軽に使用できる。